# Slaven Kalebić
Slaven Kalebić, slovenski kitarist, biolog in prevajalec, * 1967, Zagreb, Hrvaška.
V Sloveniji živi od leta 1981.
Aprila 1992 je diplomiral na Oddelku za biologijo Biotehniške fakultete Univerze v Ljubljani.
Od 1993 do 1995 je med doktorskim študijem na univerzi UTMB v Galvestonu v Teksasu igral s številnimi bluesovskimi glasbeniki. Ob vrnitvi v Slovenijo je v začetku leta 1996 ustanovil glasbeno skupino Mojo Hand.
Od leta 1999 do 2004 je bil član kolektiva Bast.